# Tilstrækkelig varietet
Loven om tilstrækkelig varietet (Engelsk: The Law of Requisite Variety) er formuleret af en af kybernetikkens pionerer, William Ross Ashby, i dennes bog ”An Introduction to Cybernetics” fra 1956.
Loven lyder i al sin enkelthed: ”Kun varietet kan tilintetgøre varietet” (”Only variety can destroy variety”).
Det betyder, populært sagt, at et system kun kan beskytte sig mod uønsket varietet ved at besidde mindst ligeså megen varietet.
Med varietet forstår Ashby antallet af forskellige tilstande i et system.
For at kunne forstå loven til bunds er det nødvendigt at plukke nogle væsentlige begreber fra Ashbys bog for at kunne følge hans ræsonnementskæde frem til formuleringen af denne lov. Det gøres i det følgende.

## Baggrund
Ashby er kommet frem til denne lov gennem studiet af kybernetik, som defineres som videnskaben om styring, kontrol og kommunikation af (komplekse) systemer. Ashby lægger desuden dimensioner som koordination og regulering til begrebsapparatet.
Loven har stor betydning for at kunne forstå systemer, hvor begrebet systemer skal forstås meget bredt: Systemer opfattes som maskiner af elektronisk, neural, økonomisk, social og samfundsmæssig observans samt som maskiner, der ikke eksisterer eller som kan eksistere.

## Maskiner og systemer

### Tilstande
Inden for kybernetikken betragtes begrebet forskel som noget helt fundamentalt. Forskel er noget, som kan erkendes, enten fordi noget har forandret sig over tid, eller også fordi to ting kan skelnes entydigt fra hinanden.
For at en forskel kan identificeres, forestiller man sig, at en proces gennemløber nogle tilstande, som er så veldefinerede, at de kan skelnes og erkendes. Tilstandene kan eksistere i lang eller kort tid, men tilstandsovergangene betragtes diskontinuert. Tilstandsovergangen kaldes en transition, og et sæt af transitions kaldes en transformation, som i kybernetikken kan se således ud:
```
|    A B C D E F
V    B C D E F A
```

A forandres til B, der forandres til C osv. En transformation koncentrerer sig om, hvad der sker, og ikke hvorfor det sker. Den viste transformation kaldes single-valued, da hver tilstand kun kan ændres til én anden tilstand.

### System med input
Iflg. Ashby er en transformation det samme som en maskine – et system. Førnævnte transformation kaldes deterministisk, fordi den udfører samme job, hver gang den sættes i gang. Mere interessant er det at iagttage en maskine, som kan ændre adfærd, når de betingelser, den arbejder under, bliver ændret. Betragt følgende transformationmatriks:
```
      a  b  c  d
      ----------
R1    c  d  d  b
R2    b  a  d  c
R3    d  c  d  b
```

R1, R2 og R3 er knapper på en maskine, og alt efter hvilken knap, der trykkes ned, ændrer transformationen sig. Trykkes f.eks. på knap R2, og starter vi ved tilstand a, ser transitionerne således ud: a-b-a-b... Trykkes derefter på knap R3 (og R2 op), mens tilstand b råder, bliver tilstandsforløbet: b-c-d-b. Det giver to forskellige slags forandringer. Førstnævnte kaldes maskinens adfærd. Sidstnævnte adfærdsskift.
R1, R2 og R3 kaldes maskines input, som skal forstås meget bredt som alle de variable, der påvirker organismen i det miljø, hvor organismen lever. Ved output forstås de punkter, hvor man kan ”læse” de ændringer, input forårsager.

### Systemsammenkoblinger
Sætter man output fra en maskine i forbindelse med input til en anden, har man en sammenkobling. I kybernetiknotation kan en sammenkobling vises således:
```
+---+     +---+
| P |  →  | R |
+---+     +---+   
```

P’s output til R’s input. Sammenkoblingen forudsætter, at R har inputparametre (som bestemmer R’s adfærd), og at disse til enhver tid er en funktion af P. Sammenkoblingen P → R betyder, at P dominerer R.
Et lidt mere interessant fænomen inden for kybernetikken ser således ud:
```
+---+     +---+
| P |  ↔  | R |
+---+     +---+ 
```

P påvirker R, men R påvirker også P. En sådan sammenkobling kaldes feedback. P og R kaldes også for black boxes i kybernetikken. Dvs. systemer med input og output og en principiel uvidenhed om, hvad der foregår inde i æsken. Man er ligeglad med, hvad æsken er, man koncentrerer sig om, hvad den gør.

## Varietet
I kybernetikken betragtes altid et sæt af muligheder i kontrast til enkelttilfældet. Kybernetikken indregner altid hele udfaldsrummet og beskæftiger sig ikke med særtilfældene.
Som tidligere nævnt kan tilstandene i et system følge efter hinanden i en bestemt orden (adfærd) eller hoppe ud af sit leje og fortsætte i en ny tilstandsrække (adfærdsskift). 
Det totale antal af forskellige tilstande i et system kaldes varietet. Varietet kan måles på to måder:
- som antallet af forskellige tilstande
- som log2 af antallet af forskellige tilstande

Elementerne
```
c b b a c c b b 
```

har en varietet på 3, da der forekommer 3 forskellige elementer. Bruges definitionen logaritmisk fås log23 = 1,6. Når varieteten måles med log2 er enheden bit. Betragtes elementerne
```
a a a a a a 
```

har de en varietet på 0, da log2 1 = 0.
Imidlertid er varietet ikke en absolut værdi, fordi den afhænger af en iagttagers evne til at skelne forskelle. Ashby eksemplificerer dette med en flagsignalmand, der kan udføre 64 forskellige tilstande med sine flag. En iagttager på to kilometers afstand kan måske ikke skelne alle 64 tilstande. For ham er varieteten mindre, hvis han tolker forskellige tilstande som samme tilstand. Varietet er en relativ størrelse.

### Bindinger
Bindinger (”constraints”) er en relation mellem to sæt muligheder, der opstår, når varieteten for det ene sæt er mindre end varieteten for det andet. I flagmandseksemplet findes en binding, fordi iagttageren har mindre varietet end flagsignalmanden.
Bindinger har stor betydning, ikke kun som hæmmende faktor, men også som noget ønskværdigt. Enhver naturlov er en binding, fordi den hviler på konstanter, der i sagens natur ikke varierer. Planeternes bevægelser er styret af love. Planeter kan ikke bevæge sig i alle mulige retninger, men kun i få. Planeternes bevægelser er forudsigelige. Forudsigelighed betyder, at der findes bindinger.
Læring er en binding. Ashby nævner i et eksempel, at nogle personer skal lære følgende:
- når A er givet, svares med 2
- når B er givet, svares med 5
- når C er givet, svares med 3.

Læring er kun mulig i den udstrækning, at der findes bindinger, og man følger dem. Hvis ikke, kan B ligeså godt besvares med 2 eller 3. Læring er at finde bindinger og huske dem.

### Transmission af varietet
Betragt den tidligere nævnte sammenkobling:
```
+---+     +---+
| P |  →  | R |
+---+     +---+   
```

Hvor meget varietet overføres fra den dominerende P til R? Reglen er, at der aldrig kan bibringes mere varietet, end P besidder. Det er ikke sikkert, at hele P’s varietet kan overføres på én gang. Kanalen ”→” er måske for lille, men det betyder ikke noget, blot man har tid nok til rådighed. Hvis en kanal kan indtage to tilstande, kan den overføre 1 bit pr. trin. Det kaldes kanalens kapacitet. 
Det er muligt at sende to eller flere meddelelser over en kanal samtidig. Af og til bliver en meddelelse overlejret med en anden, der er uønsket. Det kaldes for støj. Det er vigtigt at tilføje, at støj ikke kan skelnes fra al mulig anden varietet. Det er alene op til modtageren at afgøre, hvad der er støj, og hvad der ikke er.

## Kybernetiske modeller

### Væsentlige værdier
Overalt i naturen beskytter det levende sig mod uønsket varietet – støj og forstyrrelser. Beskyttelsen forudsætter, at organismen har noget, den gerne vil beskytte. Disse værdier kaldes i kybernetikken for væsentlige værdier (”Essential Values”) og indeholdes som en delmængde af tilstande i et system E. Det forstyrrende system D (for ”disturbances”) påvirker de væsentlige værdier i E, og vi har sammenkoblingen:
```
+---+     +---+
| D |  →  | E |
+---+     +---+   
```

Det ser sort ud for organismen med de sårbare værdier i E. D dominerer E totalt og kan ødelægge E’s væsentlige værdier. For at komme E til undsætning, indskydes et ”varietetsskjold” F, som er organismens værn mod uønsket varietet:
```
+---+     +---+     +---+
| D |  →  | F |  →  | E |
+---+     +---+     +---+ 
```

### Tilstrækkelig varietet
Varietetsskjoldet F (i forrige afsnit) er det samme som ”omgivelserne”. Dette system deler Ashby op i to delsystemer, T og R. Han udskiller systemet R ("Regulator"), der skal beskytte E’s værdier, fra T (”omgivelserne”). Den nye sammenkobling ser herefter således ud:
```
+---+     +---+     +---+
| D |  →  | T |  →  | E |
+---+     +---+     +---+ 
  |         ^
  |         |   
  |       +---+
  +------→| R |
          +---+ 
```

De kybernetiske modeller kan variere meget efter formålet. Denne bruges som model for ”tilstrækkelig varietet”.
Målet er at beskytte E mod uønsket varietet. Det kan illustreres i følgende transitionsmatriks:
```
       R
       x  y  z
       -------
D1     b  a  c
D2     a  c  b
D3     c  b  a
```

D = ”Disturbancies”, forstyrrelser
R = ”Regulator”, ”forstyrrelses-dræber”
Hvis et ønsket output realiseres, vinder R, ellers taber R. Og R er her heldig. Ligegyldig hvilken ”knap” D trykker på, har R et modtræk. Skal output være b, og D trykker D3, trykker R y og vinder. Hvis D1 så x og hvis D2 så z. R kan altid bestemme udfaldet ("outcome") b, dvs. at varietetsværdien bliver 1. R nedbryder D’s varietet. Men R kan også fremtvinge varietetsværdien 1, hvis målet skulle være a eller c. At reducere varieteten til 1 er det bedst mulige, hvilket gør R til en perfekt regulator.
En andet transitionsmatriks kan se sådan ud. Kan R stadig holde varietetsværdien 1?
```
    R
    x  y  z
    -------
D1  f  f  k
D2  k  e  f
D3  m  k  a
D4  b  b  b
D5  c  q  c
D6  h  h  m
D7  j  d  d
D8  a  p  j
D9  l  n  h
```

Det går godt, hvis D trækker 1, 2 og 3, fordi R så trækker z, x og y for udfald k, varietet = 1. Men allerede når D trækker D4, kan R ikke holde varieteten på 1. Hvad enten han trækker x, y eller z, bliver udfaldet b – og så er varieteten oppe på 2: k + b.
Ashby viser nu, at udfald vil følge ligningen:
```
D’s varietet (her 9)
-------------------- = 9/3 = 3
R’s varietet (her 3) 
```

Generelt: hvis to eller flere elementer i den samme kolonne ikke er ens, og hvis der er r rækker og c kolonner, kan varieteten i det valgte sæt af udfald ikke blive færre end r/c.
Målt logaritmisk:
- Lad VD være V’s varietet, VR R’s og VU udfald.
- Så er det bevist, at VU ikke kan være numerisk mindre end værdien VD – VR.
- Således er VU’s minimum VD – VR.
- Hvis VD er givet, kan VD – VR kun blive formindsket ved forøgelse af VR.

Så hvis varieteten i udfald er minimeret, kan den kun formindskes yderligere ved at forøge R’s varietet – og det giver loven om tilstrækkelig varietet:
- Kun varietet kan tilintetgøre varietet.[15]

Uønsket varietet kan således kun tilintetgøres med mindst ligeså meget varietet – eller VU >= VD – VR (logaritmisk) – eller: VU >= VD / VR

## Eksempler

### Naturlig udvælgelse
En art fortsætter med at eksistere, primært fordi dens medlemmer kan blokere for strømmen af varietet (tænkt som forstyrrelse, ”Disturbance”) til artens gener.
Naturlig udvælgelse har vist sig at have den fordel, at dette kan opnås ved at tage en stor mængde varietet (som information) delvis ind i systemet og derefter bruge disse oplysninger, således at ”Regulatoren” blokerer strømmen af forstyrrelser gennem ”omgivelserne” til artens væsentlige værdier (generne).
Dette synspunkt gør os i stand til at løse, hvad man ved første øjekast kan opfattes som et paradoks, da de højere organismer har følsom hud, sensitive nervesystemer og ofte et instinkt, som tilskynder dem, i form af spil eller nysgerrighed, til at bringe mere varietet ind i systemet, end hvad der umiddelbart synes nødvendigt. 
Ville artens chancer for at overleve ikke kunne forbedres ved at undgå denne varietet? 
Varietet (information eller forstyrrelser/”Disturbancies”) kommer ind i organismen i to former: 
- Den varietet, som truer overlevelsen af generne via den direkte transmission fra ”forstyrrelserne” over ”omgivelserne” til artens væsentlige værdier (generne). Denne form må blokeres for enhver pris.
- Og så er der den varietet, der, selv om den kan true generne, kan omdannes (eller omkodes) via en ”Regulator” og bruges til at blokere effekten af de ovennævnte forstyrrelser i omgivelserne.

Denne information (varietet) er nyttig og bør gøres så stor som muligt, fordi loven om tilstrækkelig varietet foreskriver, at mængden af forstyrrelser, der når generne uhindret gennem omgivelserne, kun kan formindskes ved mængden af den information (varietet), der tilflyder ”Regulatoren”.

### En spion
I et underholdende eksempel demonstrerer Ashby begreberne varietet og bindinger:
En spion, der bor i et hus med fire vinduer [fig. 1], der er arrangeret rektangulært, signalerer en besked ud over havet ved at tænde eller ikke-tænde et lys i vinduerne. [Dette giver en varietet på 16: lige fra ingen lys er tændt til alle lys er tændt.]
Ashby spørger nu, hvad varieteten er, hvis husets konturer ikke kan ses ude fra havet i mørke [fig. 2]?
```
                   !--!
!------------------!  !-------!
!                  !--!       !
!                             !
!-----------------------------!
   !  +---+  +---+         !                +---+  +---+             
   !  ! a !  ! b !         !                ! a !  ! b !         
   !  +---+  +---+         !                +---+  +---+         
   !                       !
   !  +---+  +---+         !                +---+  +---+         
   !  ! c !  ! d !         !                ! c !  ! d !         
   !  +---+  +---+         !                +---+  +---+         
   !                       !
-------------------------------
Fig. 1                                      Fig. 2 
```

Svaret er 11
[slukket, ad, abc, abd, acd, abcd, bc, bcd, ab=cd, ac=bd, a=b=c=d]
Da spionens "signalapparat" har en varietet på 16, og da spionens medskyldige ude på havet kun kan dechifrere en varietet på 11 i mørke, findes der en binding, som kan give anledning til mistolkning af spionens besked.
[Faktisk er dette et skoleeksempel på, hvordan videregivelse af information bør foregå. Enten forklarer formidleren alle detaljer (her: natbelyser huset, så konturerne kan ses) – eller også skal formidleren tale tilhørernes sprog (her: undlader at sende de tvetydige signaler).]
Informationen i de kantede parenteser samt figurerne tjener som forklaring til Ashbys eksempel.

## Eksterne links
- "An Introduction to Cybernetics" hele Asbys bog som PDF tekst (læs den!).
- Principia Cybernetica Web
- Basics of Cybernetics Arkiveret 11. august 2010 hos  Wayback Machine
- The Cybernetics Society